# Nogais
Els nogais, també dits nogay, noghai, i sovint anomenats mongols del Caucas, parlen una llengua turca del grup kiptxak (amb els kazakhs i karakalpaks) i són de religió musulmana sunnita.

## Territori
És repartit en tres clans: djembulag, jediskul i edisan, que ocupen el centre-oest de la República del Daguestan, als districtes de Nogai, Babaurt, Tarum, i Kizlar. D'altres són als districtes de Neftekumsky (Krai de Stàvropol) i Sholkovsky (Karatxai-Txerkèssia); els de Daguestan són els més cohesionats nacionalment, ja que és l'únic indret on s'ofereix ensenyament secundari en nogai.

## Població
Segons el cens soviètic del 1989, eren 75.564 individus. Antigament n'eren molts més, però els de Crimea i Astrakhan foren assimilats pels tàtars del Volga i Crimea en el segle xix. N'eren 60.000 segons el cens del 1979, dels quals el 89,8% parlaven l'idioma ètnic, però molts parlen el rus. Consideren l'estepa com una propietat col·lectiva, raó per la qual hi viuen en cases mòbils anomenades cutan. Segons dades del 1989, eren repartits així:
- 28.562 viuen al krai de Stàvropol
- 28.294 viuen al Daguestan
- 12.993 vivien a Karatxai-Txerkèssia
- 6.884 vivien a Txetxènia

## Societat
El poble nogai és constituït per diverses tribus mongoles turquitzades reunides sota el comandament d'Edigü. Es dividien en dos grups: qara noghai, que vivien al Daguestan com a agricultors i ramaders nòmades, i els ak noghai de Stavropol, antics agricultors sedentaris. Aquesta divisió correspon a l'antiga distinció entre l'horda major (qara) i l'horda menor (aq).
Es divideixen en quatre tribus majors, bujak, edisan, jambulak i edishkul, i cinc de menors, mansur, kipchak, karamurza, tokhtam i novruz, i el sentiment de parentiu tribal era més fort que la identitat nacional. No se sap exactament per què adoptaren el nom nogai per a la Confederació Mangit; aquest nom fou emprat en les cròniques russes del segle xv, i s'escampà per Rússia i Europa en el segle xvi.
Es creu que el nom prové de Noghay, cèlebre cabdill guerrer i amir de l'Horda Daurada dins l'exèrcit de la qual la tribu mangit arribà a ser dominant. Però aquest va morir el 1300, i el nom s'usarà 150 anys més tard, quan la memòria popular l'havia oblidat, mentre que la imatge d'Edigü resta immortalitzada per una vasta epopeia popular.
La seva societat era organitzada sota principis clànics i tribals, amb un nombre creixent de trets feudals a partir del segle xvi. El cap de l'estructura política era el biy, i amb els fills i d'altres parents masculins, els murzas, eren els caps de l'ulus. El poder central era força limitat, i els murza exercien una política exterior sobirana. Després venien els nuraddin, que tenien al seu càrrec la defensa de la frontera occidental, mentre que el kekovat (tercer rang) era a càrrec de l'oriental. La seva capital era Saraychik, al marge oriental del baix Volga. Endemés de l'aristocràcia feudal, els dignataris religiosos musulmans, sobretot els sayyids, jugaven un rol molt important en la seva estructura social.

## Història
El seu establiment com a poble és relacionat amb la creació de l'estat Nogai, creat per Edigü (l'Edigey de les cròniques russes), el cèlebre general de l'estat tàtar de l'Horda daurada, ètnicament turcomongol. L'ulus (patrimoni) dels nogais se separà de l'Horda daurada el 1390; llur pàtria d'origen eren les grans terres de pasturatge, esteses entre els rius Emba i Yayik (avui Ural) i es traslladaren a l'àrea estepària del Caucas septentrional. Sota el regnat del fill d'Edigü, Nur al Din (1426-1440), les tribus nogais s'estengueren pel Volga, i cap al 1550, ocuparen el territori entre el Volga i l'Ural. Durant els segles XV-XVI, l'Horda Nogai esdevé un estat tàtar important, successor de l'Horda d'Or; comprenia diverses tribus turcotàtares que jugarien un rol actiu en la formació de nombrosos pobles túrquics actuals, com tàtars, baixkirs, kazaks i karakalpaks. La força política dominant de l'Horda Nogai fou sense dubte la tribu mangit, de la qual era originari Edigü. Per això, es donaren el nom de mangit en el primer segle de la seva independència política.
En el segle xv, la Gran Horda Nogai constituïa la força militar més poderosa d'Europa oriental, ja que podia mobilitzar 100.000 efectius a cavall. Vivien en tendes de feltre (iurtes) i els seus abillaments eren similars als dels tàtars i baixkirs. Eren musulmans sunnites hanafites, a diferència de la resta de pobles caucàsics, però mantenien creences màgiques i espiritistes, sensibles en casos de malaltia i mort.
Fins al 1860, foren pastors nòmades per excel·lència (ramats de xais, cavalls i camells), i no practicaven l'agricultura (llevat del mill) ni l'artesania, ja que tots aquests productes eren obtinguts com a botí. Tots els homes adults eren guerrers (uns 200.000 el 1550) en una població potser de 350.000 habitants
La mateixa tribu mangit era d'origen mongol, bé que la genealogia familiar del clan d'Edigü, visiblement influït pels pietistes musulmans, pretenia remuntar-se al profeta Muhammed. En la primera meitat del segle xvi, conegué la seva major expansió, i a la caiguda del Kanat de Kazan fou la potència musulmana més poderosa a la regió. El cap de l'Horda era cunyat del tsar Ivan IV el Terrible, a la cort del qual hi havia molts nobles nogais.
D'ençà del 1489, els ambaixadors foren regularment enviats a Moscou. Però a la mort d'Ismail el 1563, la bona època de l'Horda s'acabà i es dissoldria un segle més tard. Una partida acceptà la sobirania russa, d'altres la dels tàtars de Crimea o els turcs otomans, i la partida oriental fou assimilada pels kazaks.
En els segles xvii i XVIII, algunes hordes nogais sobreviurien independents, com les yedisan i djembuyluk, sota cabdills com Cheban (fl. 1650) i Djan Mambet Bey (1772-1774), entre russos i otomans. El 1870, quan tot el Kanat de Crimea fou incorporat a Rússia, la majoria dels grups nogais passaren a jurisdicció russa. Entre el 1858 i el 1866, es produí una immigració massiva de nogais vers Turquia, però, decebuts, molts tornarien a Rússia. Des del 1870, foren sedentaritzats i obligats a abandonar el nomadisme per l'agricultura. Aleshores, també lluitaren per canviar els límits administratius, que en l'època soviètica els repartirien en quatre unitats administratives diferents.
El 1957, fundaren el moviment cultural Birlik ('Unitat'), que el 1989, dirigit per K. Balbek i B. Kildasov, fou transformat en partit polític, partidari d'una república nogai separada de Daguestan amb els territoris txetxens. També tenen estatut d'observadors en la Confederació de Pobles del Caucas Nord. Tot i així, el 1993, els nogais demanaren al president kazac Nursultan Nazarbajev que els fes ciutadans de la seva república, ja que se sentien estranys al Caucas. Des d'aleshores, realitzaran regularment congressos nogais per reclamar l'autogovern i l'autodeterminació.

## Els nogais de Txetxènia
Eren un grup ètnic important que, a causa de la discriminació i repressió, va ser reduït progressivament i lluita ara per la supervivència nacional en el que probablement és el seu darrer combat a vida o mort. El districte Nogai, on viuen els nogais, és un dels més subdesenvolupats de Rússia, si no el que més, ja que no té hospitals, ni subministrament de gas, electricitat o telefonia, i fins fa uns mesos era l'única regió que no estava coberta per les comunicacions per satèl·lit.
El 1994, en la primera invasió russa d'Itxkèria, els nogais van formar un batalló per ajudar els independentistes. El batalló va romandre a Itxkèria i va ajudar la república enfront de la segona invasió russa del 1999. A partir del 2003, els nogais van incrementar les seves accions a Itxkèria i a Daguestan, especialment al districte de Neftekumsk, al sud-est del krai de Stàvropol. La resposta russa fou l'entrada als pobles nogais teòricament com a control, però s'hi produïren casos de morts de residents, violacions de dones i saquejos; aquestes operacions van ser ineficaces per a reduir-hi l'activitat guerrillera que, al contrari, va incrementar el seu suport.
Al començament del 2006, el batalló Nogai s'havia reforçat i s'havia organitzat molt bé. El 16 de febrer del 2006, una batalla entre soldats russos i nogais es va produir a Tukui-Mektebe (Stavropol krai), que va deixar nombroses baixes en els dos bàndols.
El govern del Kremlin va decidir que havia d'actuar-hi i va endegar un programa de desenvolupament dels districtes habitats per nogais. A mitjan abril, Aslan Mamaev, cap dels districte Nogai de Daguestan, fou destituït i, el 21 d'abril, arrestat acusat de corrupció. El 22 d'abril del 2006, el president de Daguestan, Mukhu Aliev, va visitar el districte Nogai de Daguestan amb alguns membres del seu govern per veure el que hi mancava i, amb aquest motiu, s'hi va establir la connexió telefònica per satèl·lit.
També les autoritats del govern col·laboracionista de Txetxènia van decidir dedicar més atenció a l'àrea nogai de la república i, el 6 de juny, el vice-primer ministre Abdulkhaakir Israilov va visitar dues ciutats de majoria nogai del nord de Txetxènia i va prometre-hi la construcció de carreteres, centres esportius, i altres serveis.
A l'estiu (7 de juliol), durant una conferència de premsa per Internet, el president Putin va rebre alguns missatges angoixants des de Stavropol: "pari atenció a la part sud-est de la regió, és un polvorí; l'extremisme islamista és cada dia més popular a les ciutats dels nogais; els policies de la zona estan sent eliminats, i també alguns civils; les accions armades hi són contínues; aviat serà impossible viure aquí; hi haurà guerra."
El batalló Nogai, dirigit per Takhir Bataev, actua a Makhatxkalà, Buinask i Khasavyurt, i té les seves bases als districtes de Nogai, Buinaksk, Khasavyurt, Untsukul i Karabudakhent.
El setembre del 2006, les forces russes van ocupar el districte de Nogai i milers de policies i soldats van rodejar les ciutats del districte. Encara ara (finals de setembre) estan arribant reforços a la zona davant la imminència d'una ofensiva de la guerrilla. A curt termini, la presència massiva de l'exèrcit és l'única que pot controlar l'aixecament nogai, però en el mateix termini això també implica un major suport popular a la revolta.

## Llista de kans nogais
Els kans nogais del segle xvi i XVII foren:
- Shidak, Koshum, i Shig-Mamai	(fl. 1500's)
- Ishey (fl. 1500's)
- Yusuf	 (1549-1554)
- Isma'il (1554-1555)
- Yunus (1555-1556)
- Isma'il (restaurat, 1556-1563)
- Tin-Ahmad (1564-1578)
- Urus 	(1578-1600)
- Ishterek (1600-1606)
- Yan Arslan Murza (1606-1634)
- Alba Murza (1613-1634)